# Polyscias willmottii
Polyscias willmottii är en araliaväxtart som först beskrevs av Ferdinand von Mueller, och fick sitt nu gällande namn av Philipson. Polyscias willmottii ingår i släktet Polyscias och familjen araliaväxter. Inga underarter finns listade.